# Бавандиды
Баванди́ды (или же династия Бава́нд, Баве́нд, перс. باوندیان) — иранская династия, известная с начала VII в. как независимая группа правителей  Табаристана (современный северный Иран).

## Историческая справка
Название династии Бавандидов, по-видимому, происходит от имени Бав, сына Кавуса, старшего сына сасанидского шаха Кавада I . Как гласит легенда, Кавус хотя и был наследным царевичем, но будучи обвиненным в симпатии к Маздаку, был лишен права наследования. Он, однако, был восстановлен в должности губернатора Падишхваргар (англ. Padishkhwargar) — северной сатрапии сасанидских владений, состоящей из Азербайджана, Гиляна, Табаристана и Кумиса, в соответствии с Мар'аши. Впоследствии, однако, Кавус был убит Хосровом.
Независимо от своего происхождения, в условиях хаоса, последовавшего за падением Сасанидов перед арабами-мусульманами, потомки Бава управляли разделом между собой полунезависимого владения в районе к югу от Каспийского моря. Вероятно благодаря их происхождению от Сасанидов, они были успешны в получении высшей власти в регионе и установили своё господство над другими местными кланами и династиями, в том числе над Падушанис и кланом Карин-Пахлевидов, одним из семи великих домов Парфии (Каренванды).

## Религия
Для ранних Баванди характерен зороастризм, а позднее они стали приверженцами ислама, об этом свидетельствует случай с Кареном, сыном Шахрияра, девятым правителем династии. Они, вероятно, поддержали зейдизм — ветвь шиизма, и стали основными сторонниками зейдитов и других шиитских движений. Мы знаем, что Баванди, наряду с другими представителями династий Табаристана и Дайламы, признали господство Алавидов, таких как Аль-Утруш, и оказали им помощь в их борьбе против Халифата. Другим объяснением может быть то, что Баванди использовали влияние Алавидов среди простых людей в целях достижения своих собственных планов в отношении к халифской центральной власти.
История династии Баванди подробно описана в работах Ибн Исфандияра и Мар'аши, которые принадлежат к жанру местных историй, приобретших популярность в Иране после 1000 года нашей эры. Мы знаем, что они были связаны с династией Зияридов, через вступление в брак Маданшаха, отца Зияра, на дочери одного из царей Баванди. Выдающееся положение царей Баванди, по-видимому, сохранялось на протяжении всего сельджукского и монгольского периодов. Один из величайших царей, шах Гази Ростам, как сообщается, одержал победу над исмаилитами, которые занимали все более заметное место в Табаристане и Дайламе, и добились значительного прогресса в консолидации власти в Каспийской провинции.
После монгольского завоевания Баванди продолжали оставаться сильными политическими лидерами местного масштаба в Табаристане и время от времени в Дайламе. Их власть была окончательно разгромлена около 1350 года, когда Афрасиабу из Династии Джалави (самостоятельное ответвление Баванди), удалось убить Фахролдолеха Хасана, последнего из основной линии царей Баванди.

## Периоды правления Баванди
Правление Баванди, продолжавшееся ок. 665—1349, принято делить на три периода. Первый, это «Испабид» — период, который продлился до 1028. В этом периоде династия, по-видимому, являлась относительно автономной и весьма влиятельной в Табаристане и Дайламе, хотя нередко они признавали господство Саманидов или время от времени, Зияридов. Однако, со смертью последнего Испабида, династия временно прекратила существование.
В 1062 году принц Баванди возродил династию, этот период известен как «Короли гор». Название свидетельствует о степени верховенства Баванди в горах Табаристане.
Величайшим правителем этого этапа был вышеупомянутый Шах Гази Ростам. Линия Королей Гор пресеклась в 1210 году, вероятно, в результате конкуренции с исмаилитами и другими местными династиями.
В хаосе, вызванном монгольским завоеванием Ирана, другая ветвь династии была основана ок. 1240, и продолжалась до 1349, когда последний царь он был убит Афрасиабом из Династии Джавали. Это период местными историками назван «Киндхварий».
Вместе с тем вышеуказанное разделение на этапы может быть результатом смешения истории Баванди с историей Падушани, соседствующего клана, который правил на территории Роян (или Аламде) и Коджур, и происходил от Сасанидов. Вполне возможно, что перед началом третьего периода Падушани захватили земли Баванди. Это не менее вероятно, так как этим можно объяснить усилия Афрасиаба из династии Джалави по разгрому Кингхвария, да и само ответвление Джалави от Баванди.